# Marika Rökk
Marika Karolina Rökk, née le 9 novembre 1913 au Caire (Égypte) morte le 16 mai 2004 à Baden (Autriche) est une actrice et danseuse germano-autrichienne d'origine hongroise, spécialisée dans les films légers et les comédies musicales, et qui eut une grande vogue sous le IIIe Reich.

## Biographie

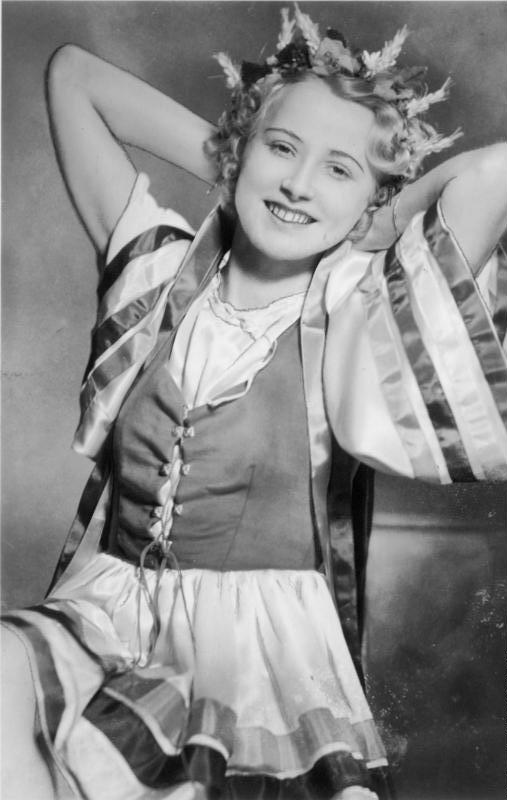
Marika Rökk dans les années 1920.

Marika Rökk naît au Caire dans la famille d'un architecte hongrois, Eduard Rökk, et de son épouse née Maria Karoly. La famille retourne peu après à Budapest, où la petite fille prend des cours de danse à partir de l'âge de huit ans, puis déménage à Paris en 1924. Marika Rökk continue à prendre des cours de danse et entre finalement au Moulin-Rouge. Elle fait aussi des tournées à Broadway à New York et à Monte-Carlo entre 1925 et 1928. En 1929, elle fait partie de revues qui se produisent à Berlin, Paris, Londres, Cannes, Vienne et Budapest. 
Elle débute au cinéma en 1930 avec un petit rôle épisodique dans la comédie anglaise Why Sailors Leave Home (en), et continue ainsi à tourner à Londres et à Budapest. Elle obtient un premier rôle important en 1933 dans Ghost Train et est engagée en 1934 par la UFA en Allemagne, d'abord pour deux ans. Elle tourne dans Cavalerie légère (Leichte Kavallerie), avec Heinz von Cleve, et devient tout de suite la star de son époque. Le réalisateur du film, Georg Jacoby (1882-1964), l'épousera en 1940.
Marika Rökk joue en 1941 dans le premier film allemand en couleur Les femmes sont les meilleurs diplomates (Frauen sind doch bessere Diplomaten) à côté de Willy Fritsch et obtient un énorme succès avec un film de son mari La Femme de mes rêves (Die Frau meiner Träume) en 1944. Ce film fut montré en 1947 en URSS, où des millions de spectateurs le virent. À la fin de la guerre, l'actrice se trouvait en Autriche, en zone occupée par les Soviétiques. Elle monte sur scène pour les soldats de l'Armée rouge, étant interdite de cinéma par les Alliés en raison de sa proximité avec le régime nazi. Elle peut retourner au cinéma en 1948 avec Fregola, suivi en 1950 de Enfant du Danube (Kind der Donau) ou en 1951 de Sensation à San Remo, produits par la Wien-Film Rosenhügel, contrôlée par les Soviétiques.
Elle joue à nouveau en Allemagne à partir de 1951, dans des films dirigés par son mari et monte sur des scènes d'opérettes à Vienne, Munich, Hambourg et Berlin-Ouest. Elle reçoit plusieurs fois le prix Bambi au cours de sa carrière d'après-guerre, dont un en 1948 avec Jean Marais.
Elle meurt d'une crise cardiaque, près de Vienne, en 2004 à l'âge de quatre-vingt-dix ans.

## Galerie

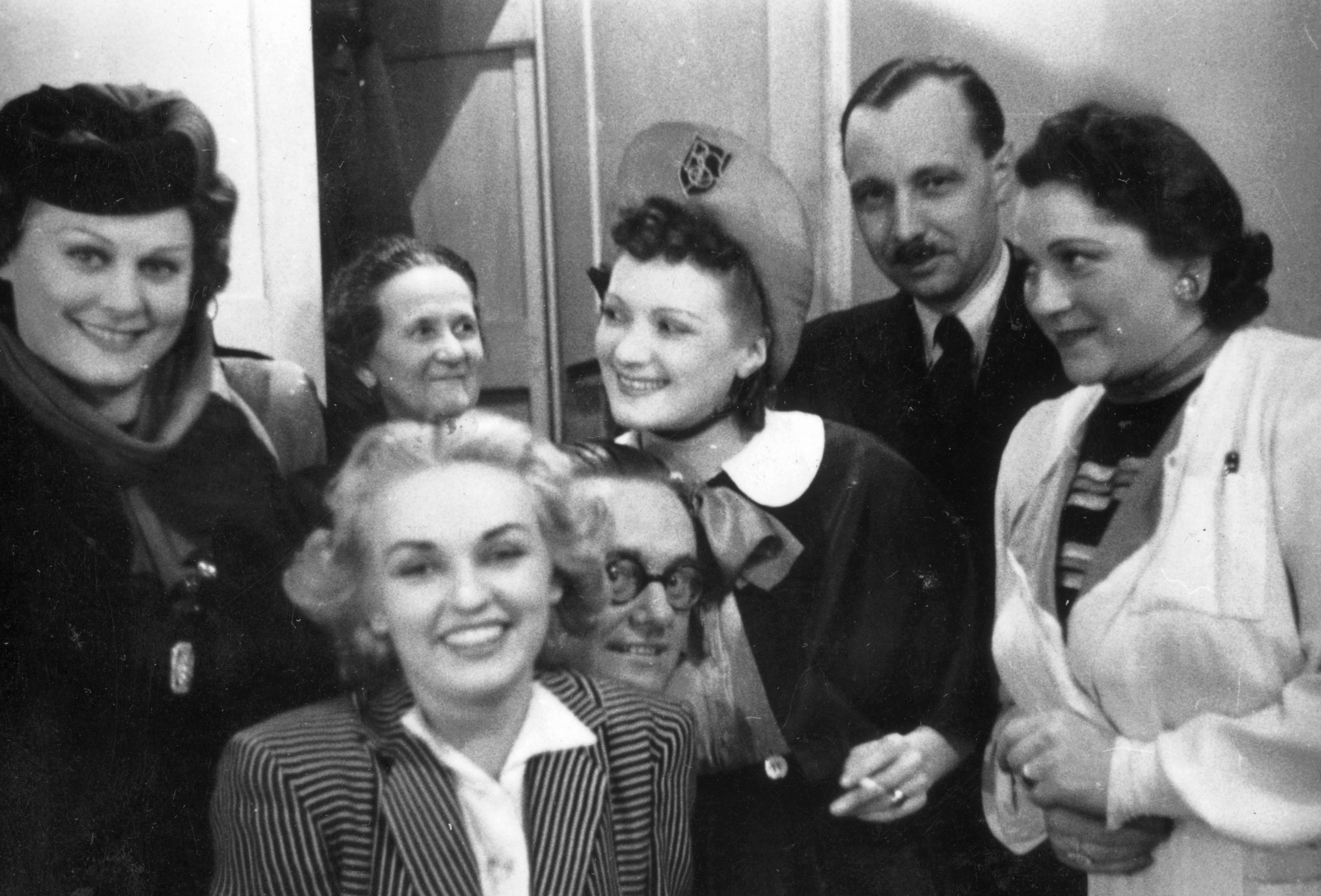
Avec Eisemann Mihály (hu), Manyi Kiss, Déry Sári (hu), Ella Gombaszögi (en) en 1939

## Filmographie
- 1930 : Why Sailors Leave Home (Grande-Bretagne)
- 1930 : Kiss Me Sergeant (Grande-Bretagne)
- 1932 : Csókolj meg, édes ! (Hongrie)
- 1935 : Cavalerie légère (Leichte Kavallerie)
- 1936 : Heisses Blut
- 1936 : Der Bettelstudent
- 1937 : Gasparone avec Johannes Heesters
- 1937 : Und Du mein Schatz fährst mit
- 1937 : Karussell
- 1938 : Une Nuit de mai (Eine Nacht im Mai)
- 1939 : Pages immortelles (Es war eine rauschende Ballnacht)
- 1939 : Tanzendes Herz (inachevé)
- 1939 : Vadrózsa (Hongrie)
- 1939 : Hallo Janine !
- 1940 : Kora Terry
- 1940 : Concert à la demande (Wunschkonzert)
- 1940 : Zirkusblut (inachevé)
- 1941 : La Belle Diplomate (Frauen sind doch bessere Diplomaten) de Georg Jacoby (premier film allemand en couleur)
- 1941 : Danse avec l'empereur (Tanz mit dem Kaiser)
- 1942 : Hab mich lieb
- 1944 : La Femme de mes rêves (Die Frau meiner Träume)
- 1948 : Fregola
- 1950 : Enfant du Danube (Kind der Donau), musique de Nico Dostal, (premier film autrichien en couleur)
- 1950 : Die Csardasfürstin
- 1951 : Sensation in San Remo
- 1953 : Die geschiedene Frau
- 1953 : Maske in Blau
- 1957 : Les Nuits du Perroquet vert
- 1958 : Bühne frei für Marika
- 1958 : Das gab's nur einmal
- 1959 : Die Nacht vor der Premiere
- 1960 : Mein Mann, das Wirtschaftswunder
- 1962 : La Chauve-Souris (Die Fledermaus) de Géza von Cziffra
- 1962 : Heute gehen wir bummeln
- 1962 : Hochzeitsnacht im Paradies avec Peter Alexander et Waltraut Haas
- 1973 : Die Schöngrubers (série TV)
- 1987 : Schloss Königswald